# Chlorite d'argent
Le chlorite d'argent ou chlorite argenteux est le sel d'argent de l'acide chloreux dans lequel les ions argent sont de valence +1. Il s'agit d'un composé instable qui se décompose sous l'effet de la chaleur.

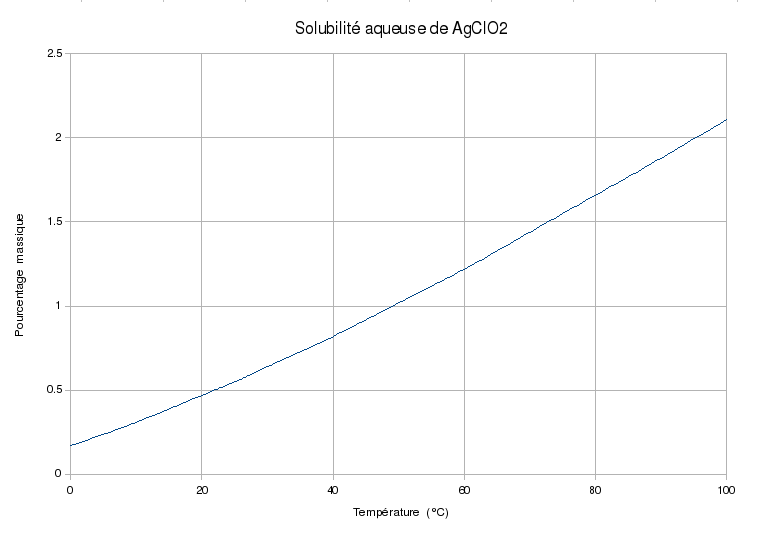
Solubilité aqueuse